# Trindsnö

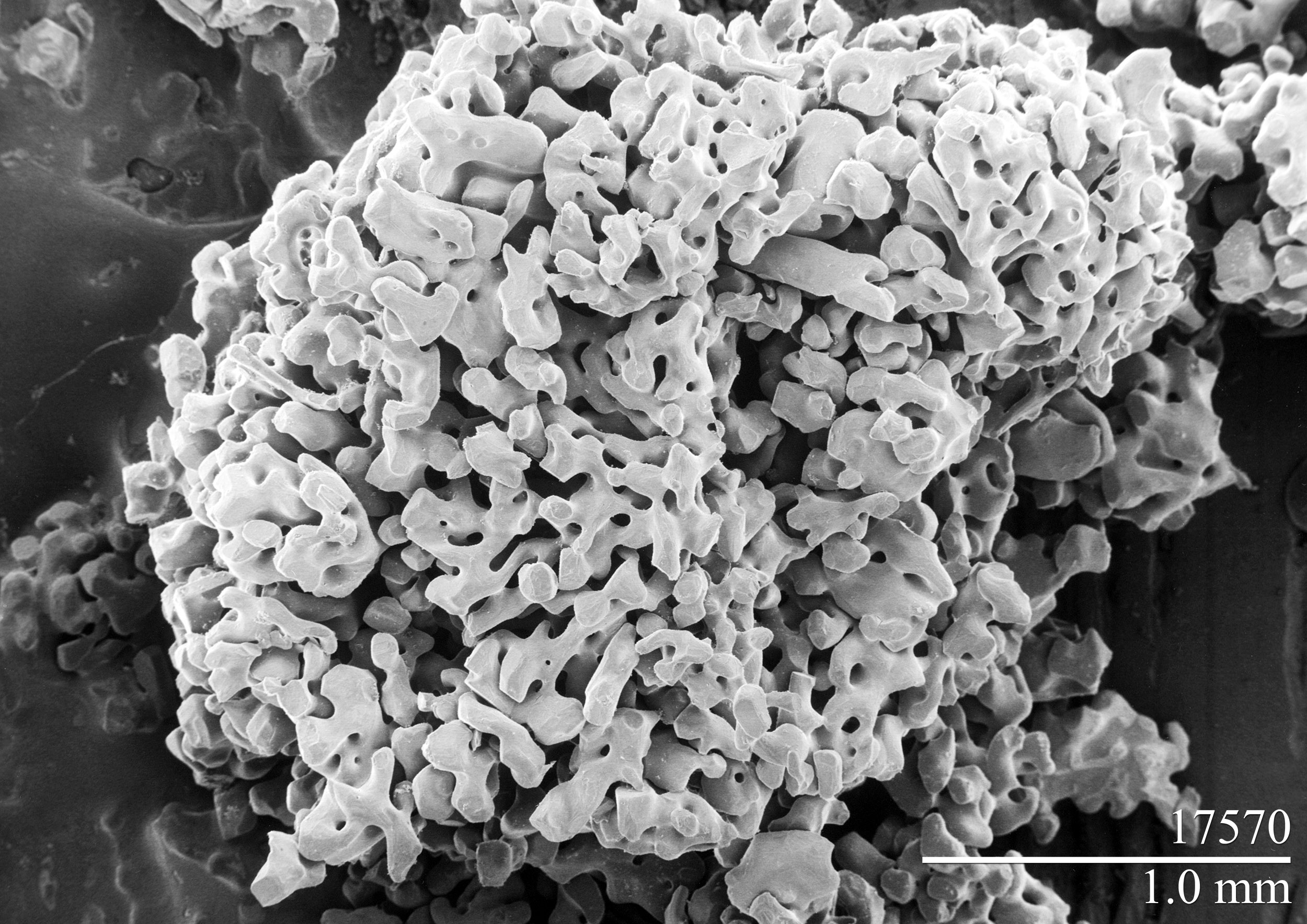
En elektronmikroskopbild av ett trindsnökorn.

Trindsnö, eller snöhagel, är nederbörd som faller ur bymoln och som studsar när de träffar marken. Korn av snöhagel är mjukare än andra hagelkorn men hårdare och mer kompakta än snöflingor. Diametern hos kornen är 2–5 mm.
I Sverige är det vanligt med snöhagel på våren.

## Etymologi
Ordet trind syftar på att haglen är runda.